# San José de Gracia (Aguascalientes)
Der etwa 5500 Einwohner zählende Ort San José de Gracia gehört zur gleichnamigen Gemeinde (municipio) im mexikanischen Bundesstaat Aguascalientes; er ist seit dem Jahr 2015 als Pueblo Mágico anerkannt.

## Lage und Klima
Der Ort San José de Gracia liegt in der Sierra Fría, einem Teil des mexikanischen Hochlands, ca. 45 km (Fahrtstrecke) nordwestlich der Stadt Aguascalientes in einer Höhe von ca. 2050 m; die Großstadt Zacatecas liegt gut 100 km nordwestlich. Das Klima ist warm und trocken; der geringe Regen (ca. 500 mm/Jahr) fällt nahezu ausschließlich im Sommerhalbjahr.

## Bevölkerungsentwicklung
| Jahr      | 2000 | 2020 |
| Einwohner | 3864 | 5607 |

Das leichte Bevölkerungswachstum beruht im Wesentlichen auf der Zuwanderung von Familien und Einzelpersonen aus dem Umland. Ein Großteil der zumeist indianisch-stämmigen Einwohner der Gemeinde spricht Spanisch.

## Wirtschaft
Die Einwohner des Ortes leben hauptsächlich von den Landwirtschaft und hier vor allem von der Viehzucht. Seit dem Ende des 20. Jahrhunderts wird auch Weinbau betrieben.

## Geschichte
Die Ursprünge des Ortes bildete im 17. Jahrhundert die Hacienda de Garabato, auf welcher auch Indios arbeiteten. Im Jahr 1811 kam der aufständische Priester Miguel Hidalgo nach der Schlacht von Puente de Calderón mit den Resten seiner Armee hier vorbei; er blieb ein paar Tage und zog dann weiter nach Pabellón de Hidalgo, wo er kurz darauf von seinen eigenen Mitstreitern abgesetzt und schließlich verhaftet und hingerichtet wurde. Während des von Präsident Plutarco Elías Calles in Auftrag gegebenen Baus der nahegelegenen Talsperre (presa) in den Jahren 1927/28 wurde der alte Ort aufgegeben und ein neuer gebaut.

## Sehenswürdigkeiten
Die auf einer Insel im Stausee stehende inklusive Sockel 28 m hohe stählerne Monumentalstatue eines leidenden Christus (El Cristo Roto) wurde im Jahr 2006 eingeweiht. Sie wurde vom mexikanischen Künstler Miguel Romo Santini absichtlich ohne rechten Arm und ohne rechten Unterschenkel gefertigt, um – gemäß einer lokalen Überlieferung – auf das Leiden vieler Indios in der Region sowie im ganzen Land aufmerksam zu machen. Unmittelbar daneben befindet sich ein von vielen Pilgern besuchtes Sanktuarium.